# Шишовка (Ульяновская область)
Шишовка — село в составе Новоникулинского сельского поселения Цильнинского района Ульяновской области. 

## География
Находится у реки Бирюч на расстоянии примерно 23 километра на юго-запад по прямой от районного центра села Большое Нагаткино. 

## История
В 1913 году было 36 дворов и 237 жителей. В 1990-е годы работало ОПХ «Новоникулинское».  

## Население
Население составляло 17 человек в 2002 году (русские 71%, чуваши 29%), 3 по переписи 2010 года.